# マイカル
株式会社マイカル（英: Mycal Corp.）は、かつて存在した日本の小売事業者。大阪府大阪市に本社を置き、近畿地方を中心に総合スーパー（GMS）をはじめとする様々な事業を展開し、日本全国各地に店舗を展開していた。
自社プライベートブランド「ベストマーク」を取り扱っていた。
2001年（平成13年）に経営破綻し、イオングループ傘下に入り経営再建。2011年（平成23年）3月1日、イオンリテールに吸収合併されて消滅した。

## 歴史

### ニチイとして創業
1963年（昭和38年）11月、大阪の天神橋筋商店街の衣料品店「セルフハトヤ」と千林商店街の衣料品店「岡本商店」を中核に、卸問屋のエルピス・京都のヤマト小林商店を含めた4社の新設合併により設立された株式会社ニチイ（旧法人）を源流とする。初代社長にはセルフハトヤの社長であった西端行雄が就任した。
ニチイという社名は「日本衣料」の略からという説と、「日本は一つ」もしくは「日本の小売業は一つ」という思いから命名されたという説がある。なお、介護業界最大手のニチイ学館とは無関係で、ニチイ学館は『日本医療事務』に由来。
創業時の店舗数は13店舗で、初年度の売上高は27億円であったが、1970年には70店舗、1972年に年商1,000億円を突破し、店舗数は129店舗にまで拡大した。
当時、前身のセルフハトヤから継承した「誓いの詞」と呼ばれる企業メッセージが存在した。ニチイ時代には朝礼などで唱和されていたが、マイカルに社名を変更（詳細は後述）してからは行われなくなった。しかし、イオンが再建に関わった後の2001年（平成13年）11月24日の朝礼でこの「誓いの詞」が唱和され、年配の社員が「懐かしい」という感想を述べていた。
| 「 | 『誓いの詞』 人の心の美しさを商いの道に生かして ただ一筋にお客様の生活を守り お客様の生活を豊かにすることを 我々の誇りと喜びとして 日々の生活に精進いたします | 」 |

### マイカルへ変貌
1982年（昭和57年）11月に社長の西端が死去すると、小林敏峯副社長が2代目社長に就任。1983年（昭和58年）11月にニチイグループの企業哲学として「YM-CAL」を制定した。これは「Young & Young Mind Casual Amenity Life」の略称で、「いつでも若々しく健康的で快適な生活」を意味する。発音しにくいことから表記は「MYCAL」とされ、1988年（昭和63年）3月に「マイカル宣言」を行い、グループ名称が「マイカルグループ」へと改められた。1996年（平成8年）7月1日 には社名をマイカルに変更した。
マイカル宣言を契機に、小林は脱・スーパー路線を掲げ、「ビブレ」や「サティ」といった新たな業態での店舗展開を開始した。YM-CALに込められた「若者から中高年までの幅広い世代のライフスタイルを支える」といった考えの下、生活づくりや街づくりに重きを置き、マイカルグループは「生活文化産業集団」を目指した。

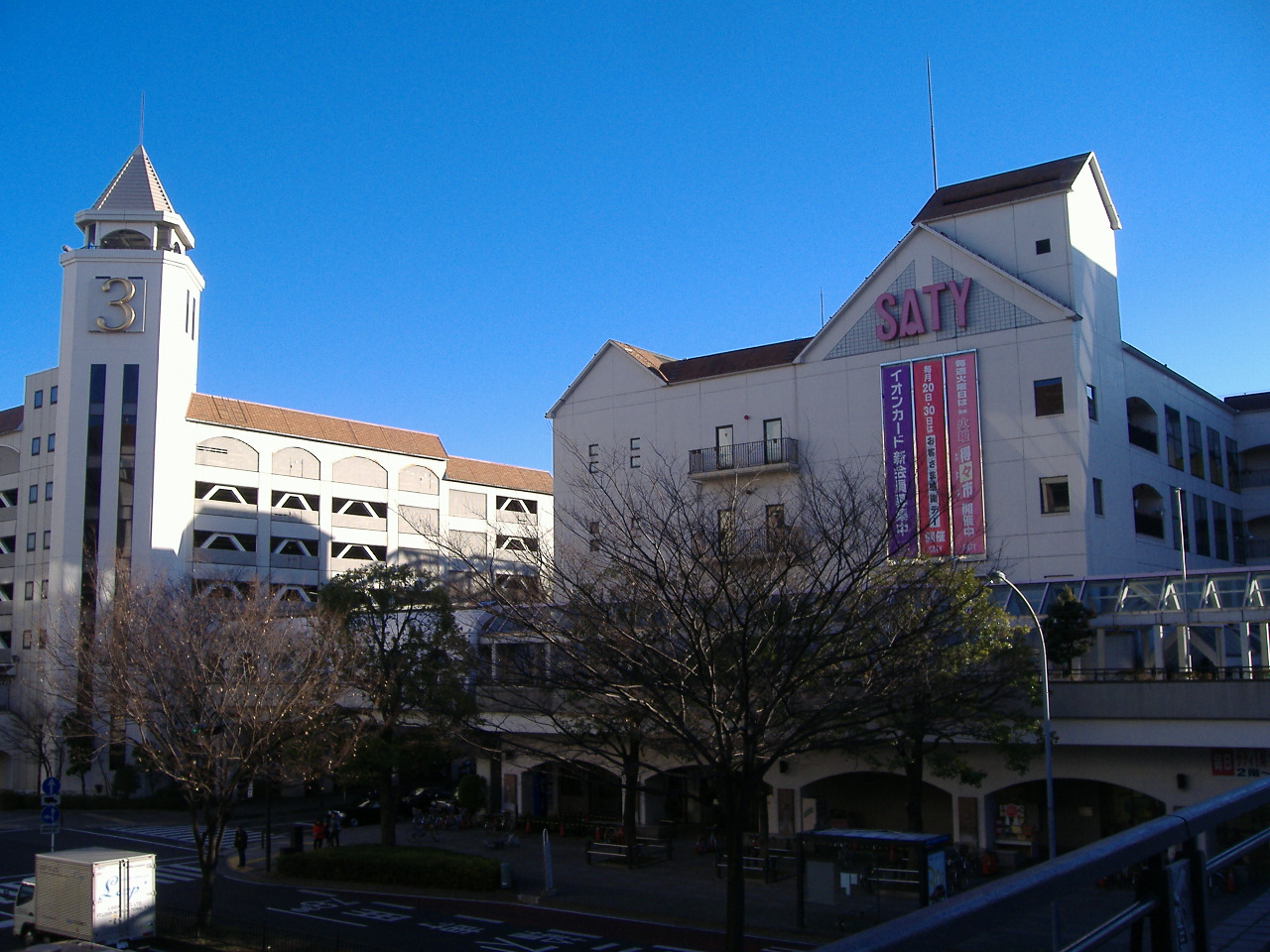
マイカル本牧（2008年12月撮影）

ニチイからマイカルへ転換が図られたこの時期の象徴的な出来事として、1989年の「マイカル本牧（マイカルタウン）」の開業が挙げられる。マイカル本牧の開業を皮切りに、1991年から1995年にかけてマイカルタウンをはじめとするリゾート事業、ホテル事業、アミューズメント事業、シネマコンプレックス事業へと参入し、時間消費型市場への取り組みを強化した。
ただ、マイカル本牧は開業時は大盛況だったものの交通の便の悪さがたたって次第に苦戦。マイカル本牧はバブル景気の崩壊とともにテナント退去が相次ぎ、デッドモール化していた時期もあった。その後も本牧に続いて各地に建設されたマイカルタウンはすべて赤字となった。

### 経営破綻へ
バブル崩壊後、資金回収が進んでいないにもかかわらず、次々と大型店舗の出店を進めたことにより、必要資金はますます巨額となった。マイカルは高利回りを期待し、1995年から1997年の間、子会社のマイカルファイナンスを通じて他社株転換社債を購入し続けたが、指定銘柄であった銀行株の下落により多額の損失を被り、1998年10月にはケイマン諸島に設立した法人に証券の飛ばしを行い、負債を隠匿しようとした。これは同年に米国会計基準における年次報告書で1,084億円の有価証券評価損を計上したことで明らかになり、マイカルの株価は暴落、銀行からの信頼も低下し資金調達が困難になった。
有利子負債を削減するため、店舗資産の証券化という手法で資金調達を行い、1998年2月期の当期利益は102億円の黒字となったが、米国証券取引委員会基準では670億円の赤字を計上していた。また、格付け機関による信用格付けは各機関とも、一定の信用リスクがある「B」以上としていたものの、「投資不適格」とする「B+」へと引き下げたことにより株価が大暴落し、資金繰りが困難になった。
2001年9月14日午前にメインバンクであった第一勧業銀行（現在のみずほ銀行）から金融支援の打ち切りを宣告され、経営破綻が確実となった。そこで第一勧業銀行と当時の四方修社長は、同じく第一勧銀をメインバンクとするイオンを支援先として会社更生法による再建を画策した。ところがこれに対し、ウォルマートからの買収を期待していた旧来の取締役たちが反発。経営陣が残り比較的早く再建が果たせる民事再生法による再建を主張し、四方社長と第一勧業銀行出身の取締役を取締役会で解任。山下幸三が社長に就任し、同日民事再生法の適用を申請した。これはいわゆるクーデターであった。しかし同年9月28日にはわずか14日間で山下幸三が社長を辞任し、後任の浦野一雄が社長に就任するという顛末となった。マイカルグループ全体での負債額は1兆9,000億円、当時は戦後第4位の規模となる倒産で、小売・流通業の倒産としては戦後最大規模となった。

### イオンによる経営再建
十分な運転資金を持たずして民事再生法申請を行ったため、資金繰りは厳しく、支援企業選びに難航したが、イオンが会社更生法下での支援を表明。2001年（平成13年）11月22日に発表され、民事再生手続の中止と会社更生法の申請がなされた。
2003年（平成15年）5月29日には更生計画案を発表。同年9月30日には更生計画が東京地方裁判所から認可され、翌10月1日には東京・大阪の2会場にて幹部社員ら全員が集まり、計画の早期実現に向け確認を行った。翌2日には各店舗にて退社式および入社式を行い、新生マイカルの一員になってもらおうと各従業員に一度辞令を交付した。
同年11月29日にマイカルと関連8社（マイカル総合開発、西部総合開発、ハートリアルエステート、マイカル協友、ビブレ協友、アメニティタンク、コスモニー、マイカル東関東）はイオンの完全子会社となり、12月1日付でマイカルは8社を吸収合併した。
2005年（平成17年）12月31日に更生手続きの終結決定がなされ、再建が完了。当初の見通しより7年前倒しとなり、4年という短期間での再建となった。

### イオンとの経営統合

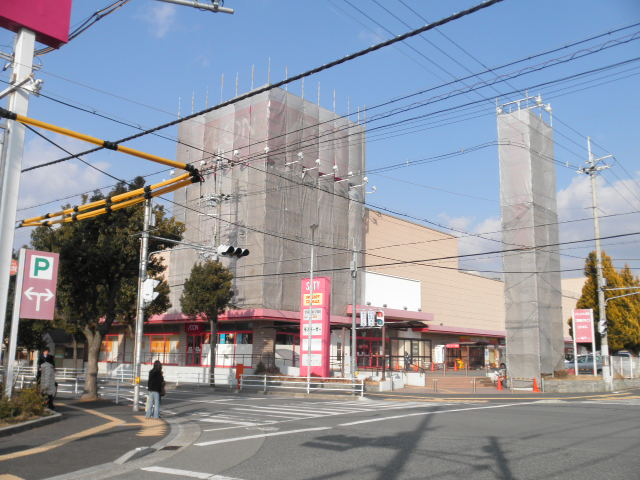
看板をサティからイオンのものに架け替える様子
（2011年2月18日撮影）

マイカルは2011年（平成23年）3月1日、総合スーパー「ジャスコ」を展開するイオンリテールと合併し、マイカルが運営する「サティ」とイオンリテールが運営する「ジャスコ」は、同日より「イオン」に統一された。
リーマンショック以降、消費低迷に歯止めがかからないことや、長引くデフレなどで流通業は苦しい経営環境にあることから、会社統合と店舗ブランド統一により、商品仕入れの一本化や人事・経理などの間接部門合理化により、500億円の大幅なコスト削減を目指した。
なお、イオンリテールはこれに先立ち、2010年（平成22年）12月1日に「イオン」を展開していたイオンマルシェ（旧カルフール日本法人）を吸収合併している。3社統合により、別々に行っていた仕入れ商談の一本化を実施し、商品調達力を高めることなどで、総合スーパー事業の売上高・営業利益率を向上させ、2011年（平成23年）現在の1%未満から3～4%程度まで向上させ、収益力を立て直したい意向とした。

## 沿革
- 1963年（昭和38年）11月8日 - 大阪の天神橋筋商店街の衣料品店「セルフハトヤ」と千林商店街の衣料品店「赤のれん」（岡本商店）を中核に、卸問屋のエルピス（大阪）・ヤマト小林商店（京都）を含めた4社の新設合併により株式会社ニチイ（旧法人）を設立[2]。社名は日本衣料の略から[2]。初代社長に西端行雄が就任[2]。
- 1966年（昭和41年） - 職員と日用雑貨の取り扱いを開始[8]。
- 1967年（昭和42年） - 子会社「ニューニチイ」を設立し、地方の実用衣料品店の統合に着手[8]。
- 1970年（昭和45年）9月- 株式額面変更を目的として、休眠会社の内外商事株式会社が（旧）株式会社ニチイを吸収合併し、内外商事株式会社を存続会社として「株式会社ニチイ」（新法人）に商号変更。
- 1972年（昭和47年）10月 - エルメを設立。
- 1973年（昭和48年） - スポーツクラブ「ピープル」1号店を西宮市に開業。
- 1974年（昭和49年） - 大阪証券取引所第2部上場[2][8]。
- 1975年（昭和50年） - 東京証券取引所第2部上場[8]
  - 4月1日 - エルメがもも屋（奈良市）を完全子会社化、もも屋全4店舗のブランドをエルメに変更（1979年（昭和54年）に吸収合併）。
- 1976年（昭和51年） ‐ 東京証券取引所・大阪証券取引所・名古屋証券取引所第1部に上場[8]。
- 1978年（昭和53年） - 数社の百貨店とともに百貨店連合「ダックシティ」（現在のさくら野百貨店）を設立[8]。
- 1979年（昭和54年）10月23日 - ロゴマークを変更。同日開業のニチイ徳力店より店舗看板などに使用開始。
- 1982年（昭和57年）
  - 3月20日 - ビブレ1号店の「天神ビブレ」を福岡市に開業[8]（旧・ニチイ天神店をリニューアル）。
  - 11月 - 初代社長の西端行雄が死去、小林敏峯が2代目社長に就任[11][8]。
- 1982年（昭和57年）12月30日 - ダイエーに次ぐ業界2位の巨大小売企業になることを目指し、ユニーと翌1983年（昭和58年）8、9月を目処に合併することを発表[31]。しかし、翌年に合併計画を撤回。
- 1984年（昭和59年） - サティ1号店の「サティ学園前」（後に学園前サティに改称）を奈良市学園前に開業。
- 1985年（昭和60年） - CMにソフィー・マルソーを起用。この頃、イメージソング「ふれあいニチイ」が制定され、テレビCMや店内放送で多用される。
- 1988年（昭和63年） - 「マイカル宣言」を発出[9]。
- 1989年（平成元年）4月30日 - マイカルタウン1号店となる「マイカル本牧」を神奈川県横浜市に開業[12]。
- 1990年（平成2年） - 総合スーパー（GMS）の「ニチイ」のサティ、ビブレへ業態転換開始。
- 1991年（平成3年） - 「マイカル近江八幡」を開業。
- 1993年（平成5年）4月24日 - 日本初のシネマコンプレックス、ワーナー・マイカル・シネマズ1号店を神奈川県海老名市に開業[32]。
- 1995年（平成7年）3月24日 - 三重県桑名市に「マイカル桑名」を開業[33][34]。
- 1996年（平成8年）7月1日 - 商号を株式会社マイカルに変更[10]。小林敏峯が会長に、7月12日、宇都宮浩太郎が社長に就任。
- 1997年（平成9年）10月23日 - 兵庫県明石市に「マイカル明石」を開業[35]。
- 1998年（平成10年）9月19日 - 初の海外店舗「マイカル大連」を中国・大連市にオープン[36]。
- 1999年（平成11年）
  - 3月11日 - 北海道小樽市に「マイカル小樽」を開業[37]。
  - 10月13日 - 小林敏峯が会長を退任。
  - 12月10日 - 小林敏峯が死去[38]。
- 2000年（平成12年） - 「板橋サティ」・「大宮サティ」・「つきみ野サティ」・「熊谷サティ」・「三田ウッディタウンサティ」など、首都圏・近畿圏郊外でシネコンを併設したサティのGMS店舗を相次いで開業。
- 2001年（平成13年）
  - 1月1日 - 大阪府茨木市に「マイカル茨木」を開業[39]。
  - 1月11日 - 4年6か月間社長を務めた宇都宮浩太郎が辞任。後任として四方修が社長に就任。
  - 子会社のピープル（スポーツクラブ）を、コナミ（現在のコナミホールディングス）へ売却（現在のコナミスポーツ&ライフ）[40]。
  - 子会社のマイカルカードを、三洋信販（現在のSMBCコンシューマーファイナンス）へ売却（現在のポケットカード）[41]。
  - 8月 - 子会社のマイカル北海道がマイカルの連結対象から離脱し独立[42]（2002年（平成14年）1月にポスフールへ社名変更するが、翌年にはイオングループ入りし、2007年（平成19年）8月よりイオン北海道。）。
  - 9月14日 - 民事再生法を申請[43]。四方修が社長を解任され、山下幸三が社長に就任（9.14クーデター）[18]。
  - 9月28日 - 山下幸三が14日間務めた社長を辞任し、後任の浦野一雄が社長に就任[18]。
  - 10月26日 - 子会社のエービーシーを、テキスタイルレンタル株式会社（現在の丸紅メイト）へ売却。
  - 11月22日 - イオン株式会社をスポンサーとして決定[20]。民事再生手続中止と会社更生法適用を申請して倒産。負債総額1兆9,000億円[17]。
  - 12月31日 - 東京地方裁判所より会社更生手続開始決定を受ける。
- 2002年（平成14年）
  - 1月17日 - 子会社のポロロッカを、マルエツに売却（現在のマルエツプチ）。
  - 2月28日 - 子会社のビブロスを、ゲオグローバルへ売却（ゲオエブリに改称後、組織再編に伴いゲオ本体へ吸収合併）。
  - 3月28日 - 子会社のマイカルシステムズ（情報システム企業）を、富士ソフトABCに売却（富士ソフトを経て現・ヴィンクス）。
  - 4月26日 - 直営124店舗で、イオンのプライベートブランド「トップバリュ」販売開始、イオンクレジットサービスによる「サティ・ビブレカード」の発行受付開始。
  - 5月21日 - 子会社のエルメを、株式公開買付けによりイビサへ株式譲渡。
  - 5月31日 - 「ニチイ釜石店」が閉店。これによりニチイブランドの店舗は消滅。
- 2003年（平成15年）
  - 11月29日 - マイカルがイオンの完全子会社となる[44]。子会社のマイカル九州がイオングループ入り。
  - 12月1日 - マイカルが、子会社8社（マイカル総合開発、西部総合開発、ハートリアルエステート、マイカル協友、ビブレ協友、アメニティタンク、コスモニー、マイカル東関東[23]）を吸収合併[24][25]。
- 2004年（平成16年）7月2日 - イオン商品券とマイカル商品券の相互利用を開始[45]。
- 2005年（平成17年）12月31日 - 東京地方裁判所から更生手続の終結決定を受ける（当初見込みより早期に終結）[26][27]。マイカルカードに係るポケットカードとの業務提携を終了。
- 2006年（平成18年）
  - 8月 - マイカル子会社4社およびイオン子会社6社を合併・再編。
  - 9月 - コーポレートスローガン「その次の、『もっと』へ。」を採用。
  - 9月15日 - 約5年9か月ぶりの新規店舗「盛岡南サティ」を、イオン盛岡南ショッピングセンターの核店舗として開業[46][47]。
  - 9月23日 - ダイヤモンドシティ・ルクル内に「福岡東ビブレ」を開業。
  - 10月 - マイバッグキャンペーンに、イオンのマイバッグの販売とWスタンプデーを追加。
- 2007年（平成19年）
  - 3月 - サティ・ビブレカード感謝デー（毎月月末2日間）を、イオンと同じ「お客さま感謝デー」（毎月20日と30日）に変更。
    - イオンカード会員もサティ・ビブレで5%引特典が受けられるようになった。なお、2006年にイオンショッピングセンターおよびイオンモール内に開業した盛岡南サティ・高崎サティでは開業時より先行実施していた。
    - 毎月11日の「イオン・デー」に参入。サティ・ビブレ各店舗で「幸せの黄色いレシートキャンペーン」を開始。

  - 3月1日 - サティ・ビブレカードを「イオンカード」に統合して募集停止（新規募集は2月27日から開始）。
  - 5月1日 - イオン高の原ショッピングセンターの核店舗として「高の原サティ」を開業[48]。関西地区へはマイカル茨木以来、6年4か月ぶりの新規出店。
  - 5月21日 - 関東周辺のサティ・ビブレで、イオンの電子マネー「WAON」導入。WAON端末では他社の電子マネー「iD」、JR東日本エリアの「Suicaショッピングサービス」、JR西日本エリアの「ICOCA電子マネー）」も利用可能となる。
  - 9月11日 - 京都府内の「伏見サティ（後のイオン伏見店）」と「北大路ビブレ（現在のイオンモール北大路）」の食料品レジを中心にレジ袋無料配布を中止、1枚5円で有料化。
  - 9月12日 - 「春日井サティ」の食品売場にセルフレジを導入。他の店舗にも順次導入される。
  - 11月23日 - イオンモール日の出のキーテナントとして「日の出サティ」を開業[49]。関東地区では板橋サティ以来、6年4か月ぶりの新規出店。
- 2008年（平成20年）
  - 8月31日 - 九州地区のサティでは唯一当社直営で運営していた「門司サティ」が閉店。これにより九州地区ではビブレや関連会社のワーナー・マイカルが中心となる。
  - 10月2日 - イオンレイクタウン内に「越谷レイクタウンビブレ」を開業。
  - 11月15日 - ビブレのスピンオフ店舗として、雑貨を中心とした店舗「ミスターモストマブ（MR.MOSTMAV）」1号店となるさいたま新都心店を、コクーン新都心のテナントとして開業。イオングループ外のSCへの初出店。
- 2009年（平成21年）2月 - 電子マネー決済サービスにQUICPayを追加。
- 2010年（平成22年）
  - 3月9日 - イオンモール新瑞橋の核店舗として「新瑞橋サティ」を開業[50]。名古屋市内では創業以来初の出店であり、マイカル最後の新規出店店舗となった。
  - 8月27日 - マイカルとイオンマルシェの2社をイオンリテールに統合した上で、「ジャスコ」および「サティ」の店舗ブランドを廃止し、段階的にグループ名と同じ「イオン」に統一する方針であることが、各社メディアで報じられる[51][52]。
  - 10月6日 - イオン株式会社が、会社の統合と店舗ブランド統一を正式発表[28]。
- 2011年（平成23年）3月1日 - グループ内のGMS事業の再編に伴い、イオンリテールへ吸収合併。「サティ」は7月18日に閉店予定だった広島サティを除き、同日より「イオン」へ名称変更[28]。「ビブレ」と「広島サティ」はイオンリテールへ継承された。

## 業態

### 現存する業態

#### ビブレ

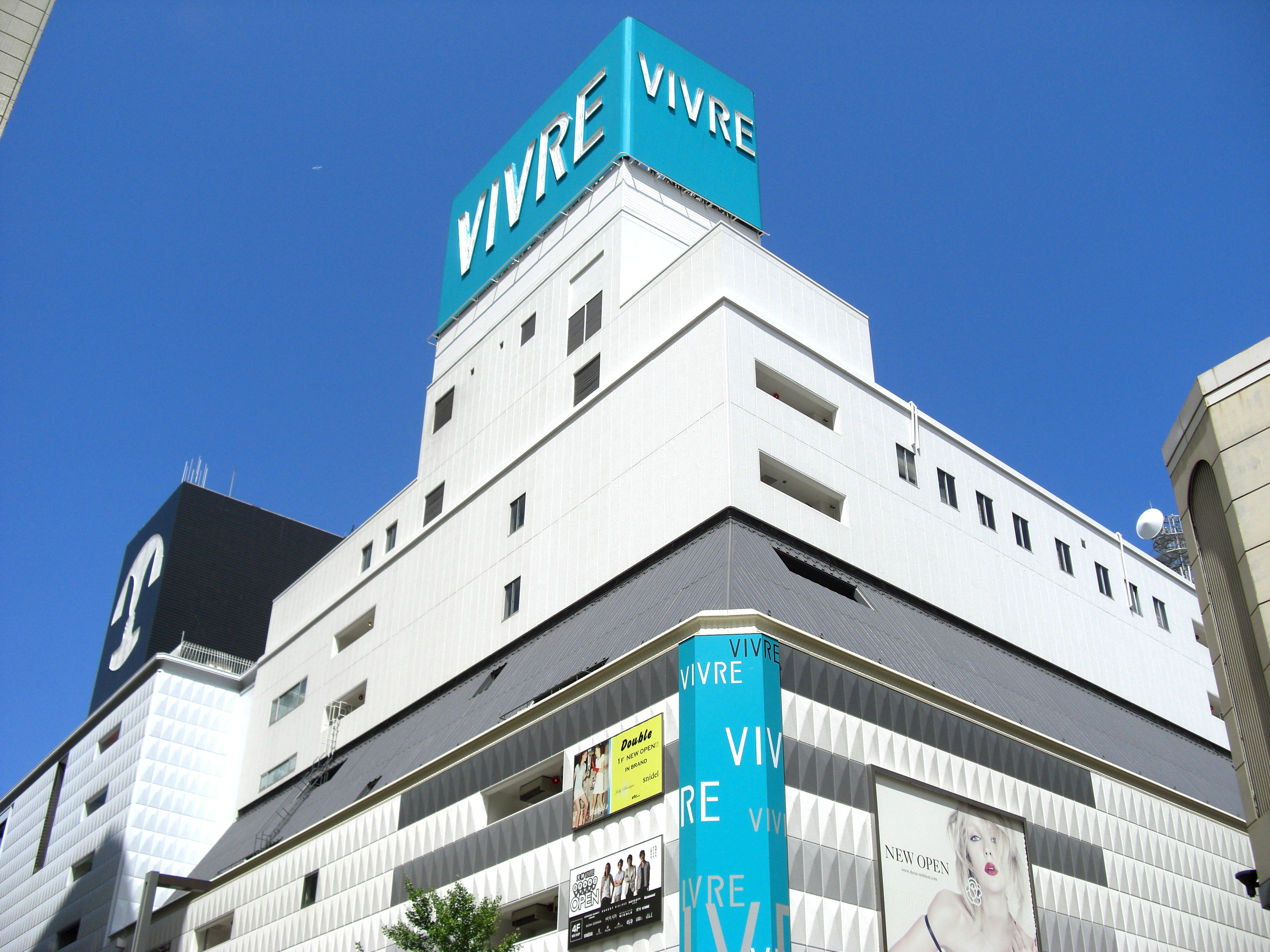
天神ビブレ

ビブレ (VIVRE) は、当初は若者をメインターゲットとしたファッションビルとしてスタートした。その後「高感度専門百貨店」と銘打って衣食住フルライン型で郊外にも出店した。天神、岡山、河原町など、ニチイからVIVREに転換した店舗では「ビブレ21（VIVRE21）」と称していたが、後に「ビブレ（VIVRE）」に一本化されている。
マイカル破綻後は、マイカルが運営していた食品を扱う一部店舗を除き、サティへ転換した。
東北地方では、子会社のダックビブレが店舗を運営していた。破綻後にマイカルから離脱しさくら野百貨店として再出発している。
イオングループ加入後はイオンのSC内にサブ核店舗として出店を再開した。また、小規模専門店型店舗「VIVRE GÈNE（ビブレジーン）」の展開も開始し、イオンのSC内に出店していたビブレ店舗は全てこの業態に転換されている。
ダイエー傘下の企業であったOPAは、2016年（平成28年）3月1日付でイオンモールの完全子会社となった。同日よりビブレのファッションビル型店舗の運営がOPAに継承された。また、OPAに継承されたビブレ店舗の一部はOPAへ転換された。2021年（令和3年）3月1日付けで横浜ビブレを除く店舗はイオンモールに移管された。さらに2025年3月には、同社に移管された施設のうち横浜ワールドポーターズの管理・運営及び開発を担っていた横浜インポートマートを吸収合併、これに伴い同施設の管理・運営及び開発とイオングループの商業ブランドがイオンモール株式会社に移管・転換され、「ビブレ」の名称が消滅した。なお、小規模専門店型店舗「VIVRE GÈNE」はビブレジーンレイクタウン（運営がOPA→イオンモールに移管）を除いて引き続きイオンリテールが運営する。

### 廃止された業態

#### ニチイ
ニチイ（nichii）は、株式会社ニチイ時代に展開されていたスーパーマーケット。大阪府大阪市の天神橋筋商店街に1号店を出し、その後ほぼ全国に展開した。元は衣料品店として出発したため、衣料品のみを扱う店舗も多くあった。
シンボルマークは赤い鳩であったが、時代により2つのバリエーションが存在した。
- 1979年（昭和54年）10月22日までは、赤い円の中に、葉をくわえた白い鳩が翼を広げ横切るシンボルで、ロゴも後のものとは異なる。一部店舗では屋上看板や案内表示などに「（鳩マーク）ニチイ ○○ショッピングデパート」という表記があった。なお現在でも、大規模小売店舗法の届出上のSC名（ビル名）に同様の名称が見られる場合がある。一例としてイオン海老名店の「海老名ショッピングデパート」など。
- 1979年（昭和54年）10月23日以降は、赤い円の中に、緑色の四つ葉のクローバーをくわえて左を向いた白い鳩のシンボルで、CMなどで「nichii」と英字表記されたロゴもあった。同日開業のニチイ徳力店から2代目ロゴの使用を開始した。

主に地場企業との合弁で開店した店舗など一部店舗では、ニチイのブランドを用いずに独自の名称を付けていた、例として、室蘭ファミリーデパート桐屋、サンシティ・リブレなどがある。看板にはニチイ共通の鳩マークと店舗名が併設されていた。
1980年代から1990年代をピークに、サティ・ビブレへ転換し、2002年（平成14年）5月31日のニチイ釜石ショッピングデパート（当時のマイカル東北が運営）の閉店を最後にニチイの店舗ブランドは消滅した。株式会社マイカル本体運営の店舗としては、1999年（平成11年）3月28日のニチイ今治店閉店により、サティ・ビブレに転換完了した。

#### サティ

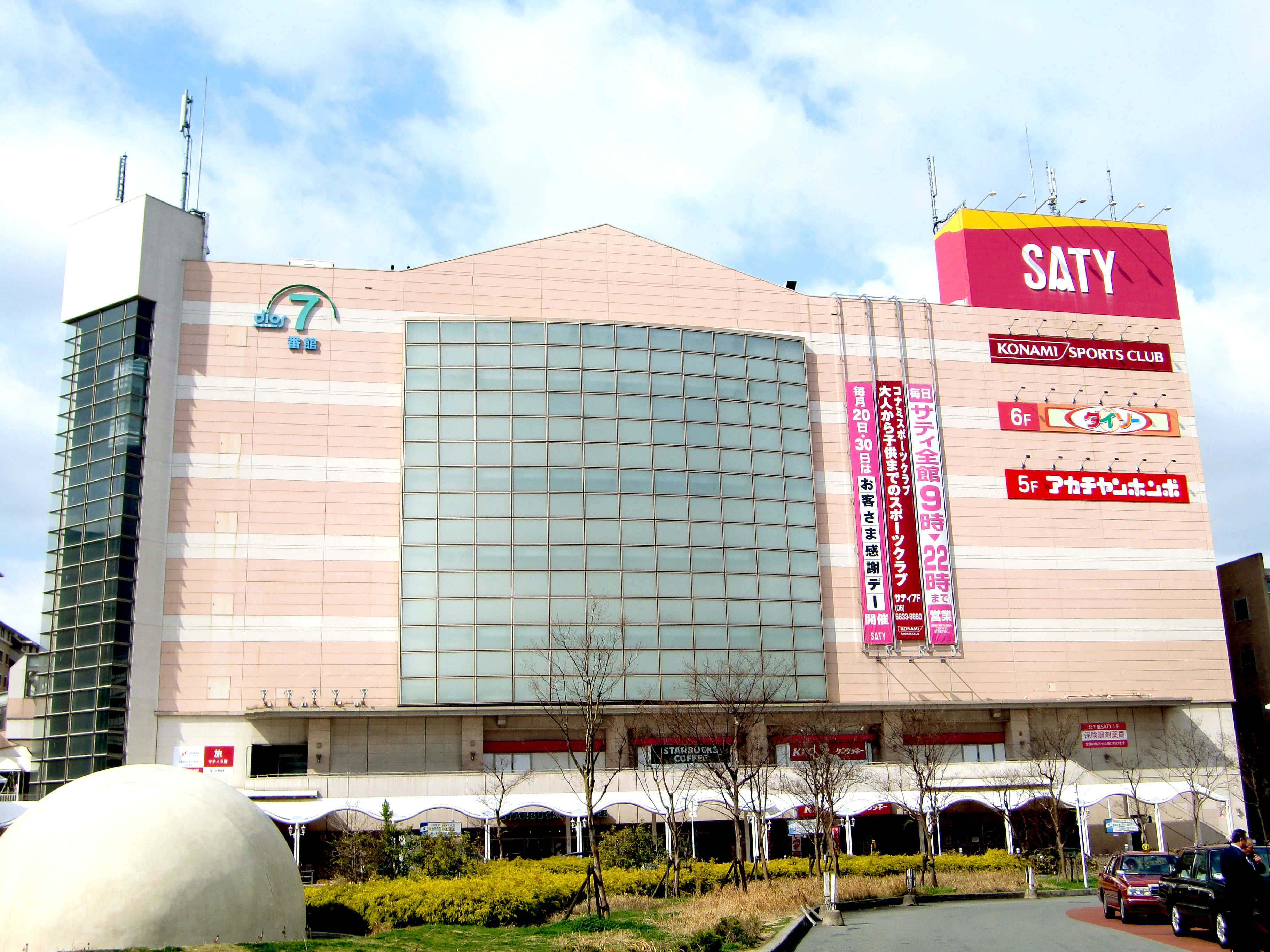
北千里サティ

サティ（SATY）は、1990年代以降のマイカルの主力業態で、主に30代以上をメインターゲットとした総合スーパー（GMS）。店舗ブランド名の由来は「Select Any Time for Yourself」の略語。輸入ブランド品店を設置するなど、従来の総合スーパーに比べて高級感を持たせ「生活百貨店」と称した。
1984年（昭和59年）に奈良市学園前の学園前サティ（2000年（平成12年）閉店）として営業開始した。東日本ではニチイ時代の1970年代後半以降、建物やフロアを家主から賃借する形で多く出店していたが、1990年代からは自社開発物件や再開発計画による大型店舗の出店が行われた。
北海道地域のサティを運営していたマイカル北海道は、独立してマイカルから離脱し、社名と店名を「ポスフール」に改称した。サティ時代に開店したポスフールの店舗はマイカル運営店舗と内装の仕様が同一であった。のちにポスフールもイオングループ入りし、社名は2007年（平成19年）にイオン北海道に改称、店名はサティと同じく2011年（平成23年）にイオンに転換している。
九州地方のサティは、マイカル九州との合併によりイオン九州が運営していたが、門司サティ（2008年（平成20年）8月閉店）は立地の関係上などからマイカル本体が運営していた。
特化型形態として、食料品スーパーの「サティ食品館」、衣料品を主に扱う「サティおしゃれ・生活館」「サティおしゃれ・衣料館」も存在した。最後まで存在したのは三木サティ食品館・衣料館で、イオン三木青山店 食品館・衣料館に店名変更した。
2011年3月に店舗ブランドを「イオン」へ転換。2011年（平成23年）7月18日で閉店予定であった広島サティ（広島市）のみ、イオンへ転換せず閉店まで営業した。
一部の店舗は2014年（平成26年）から、イオンリテールを中心に展開するファミリー向け業態「イオンスタイル」へ再転換している。

#### マイカルタウン

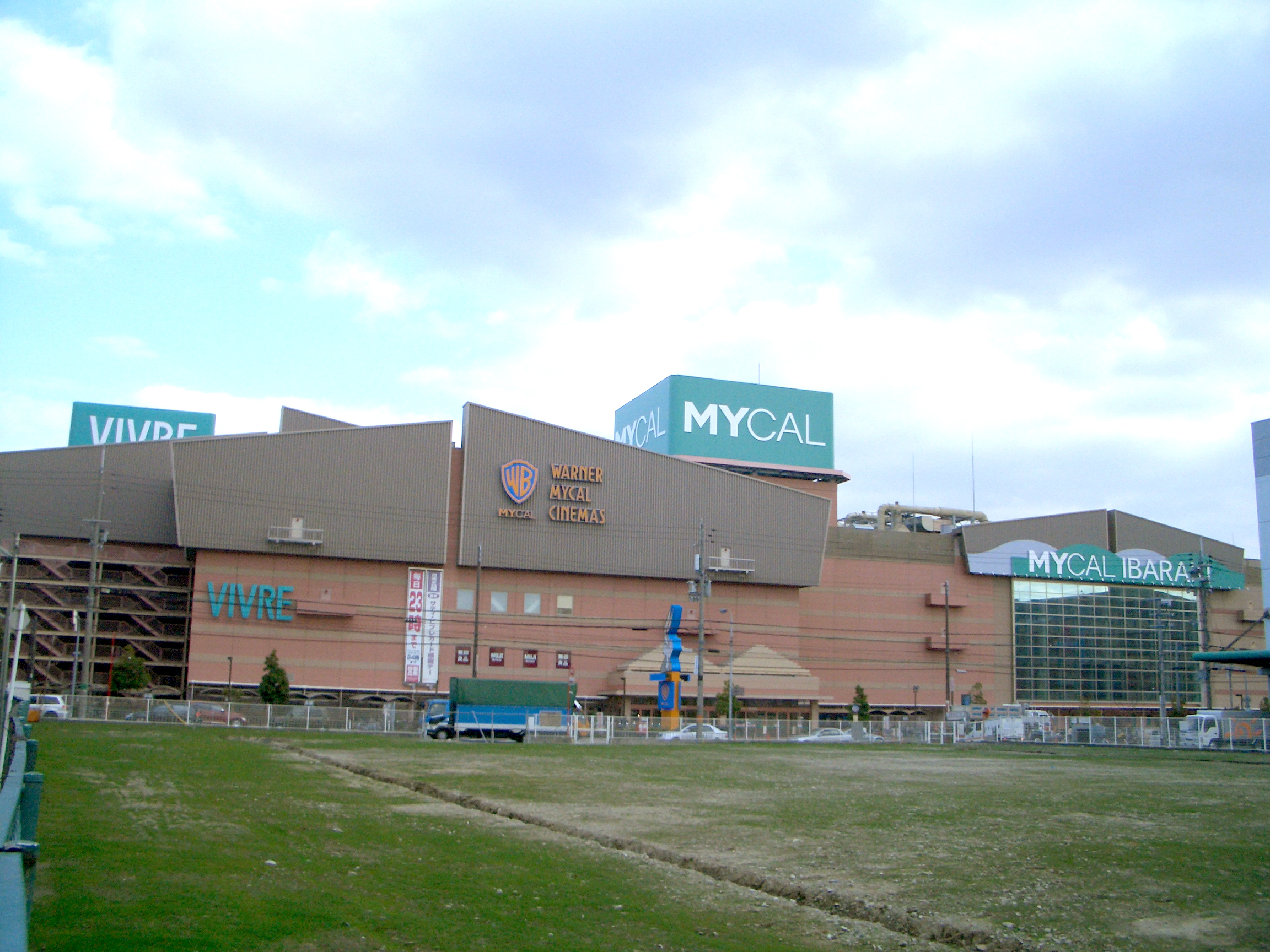
マイカル茨木

マイカルタウン（MYCAL TOWN）は、マイカルが提唱した大型ショッピングモール。「時間消費型商業施設」として広大な敷地にサティ、ビブレ、シネマコンプレックス、エグザスなどの店舗・施設を設置した。
横浜・本牧の米軍住居跡地に出店したマイカル本牧に始まり、マイカル近江八幡、マイカル桑名、マイカル明石、マイカル小樽、マイカル茨木を展開した。
これらの店舗は全て、2011年（平成23年）3月1日にイオンショッピングセンターなどへ転換し、さらに一部SCは改装によりイオンモールへ再転換されている。
なお、マイカル茨木では、マイカル破綻以前にビブレ内において「ハーベストデイズ（Harvest day's）」という店舗ブランドで、欧米のマルシェをイメージした食品売場を運営していた。

#### ワーナー・マイカル・シネマズ

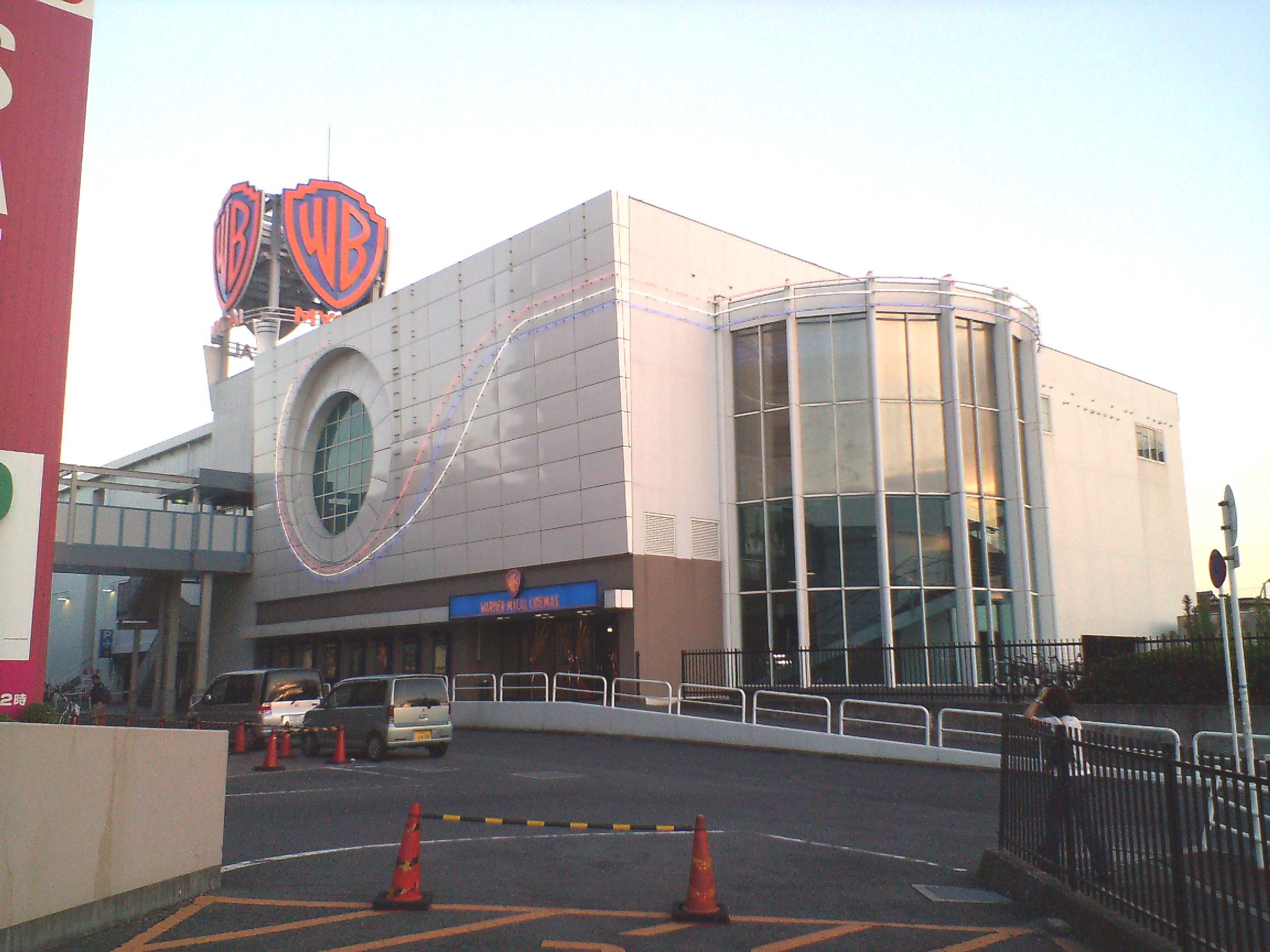
ワーナー・マイカル・シネマズ東岸和田

ワーナー・ブラザースとの合弁会社によって運営されていたシネマコンプレックス。サティやビブレなどの店舗、敷地内に併設され全国展開していた。近年はイオンモールなどのイオングループの展開する大型商業施設や、イオングループ以外の商業施設にも展開していた。
2013年（平成25年）7月1日、ワーナー・マイカルを存続会社としてイオンシネマズと合併。社名は「イオンエンターテイメント」に改称し、ブランド名はイオンシネマズが使用していた「イオンシネマ」に統一された。マイカル消滅後も店舗ブランドとして「マイカル」の名は残っていたが、これにより25年間使用された「マイカル」の名称が消滅した。

#### ポロロッカ
小型店舗の都市型食品スーパー。現・マルエツプチ。
コンビニエンスストアと食品スーパーの融合店舗というコンセプトで、1995年（平成7年）に神戸に1号店を開業し、関東・関西で展開した。マイカルではコンビニエンスストア業態は展開していなかったが、マイカルの2代目社長であった小林敏峯（当時の社長）は「コンビニエンスストアの食文化は貧しい」と否定し、食品ラインナップを充実させたスーパー業態にこだわり対抗を計った。イオングループの「まいばすけっと」に相当する業態で、他社では「まいばすけっと」に先んじてユニーグループのminiピアゴ（現在のG-7ホールディングス傘下）などがある。
マイカル破綻後、全店舗がマルエツ（ダイエー系列を経て、現在のイオングループ）へ売却された。マルエツに経営権が移った後も「ポロロッカ」の商号は引き続き使われていたが、のちに関西の店舗は音通に売却され「F MART」に変更された。2007年（平成19年）12月にマルエツに吸収合併。2010年（平成22年）までに関東のポロロッカ店舗は閉鎖または「マルエツプチ」に変更され、ポロロッカの商号は消滅した。

#### 地場企業との提携業態
サンホーユー
東北地方の中小スーパーや百貨店などを、株式会社ニチイが一つの法人としてまとめたもの。テーマカラーは青に近い緑で、ニチイと同じく鳩がシンボルであったが、ニチイのマークとは異なっていた。1994年（平成6年）に東北ニチイ（後のマイカル東北）に吸収合併され、サティに転換または閉店し店舗ブランドは消滅した。
Nマート
ニチイが展開したコンパクトディスカウントストア。東北ニチイ、小田急商事のOdakyu OXと提携した神奈川Nマートなどが運営していた。
アスク
長野県内の地場スーパーが株式会社ニチイと提携し、アライド信州となった際に「アスク（Arrid Shinshu Company）」の店名を採用。アスク飯山店（2001年（平成13年）5月閉店）などを出店。アライド信州はのち「マイカル信州」となり、「木曽福島サティ（現在のイオン木曽福島店）」を出店。マイカル信州はマイカル本体に吸収合併された。
アイビス
新潟県西蒲原郡巻町大字巻甲（東六区。現在の新潟市西蒲区巻甲）で、マイカルが1店舗だけ展開していた総合スーパー。
1986年（昭和61年）、巻町に本社を置き、同町と同郡吉田町（現在の燕市）に呉服店・洋品店を出店していた「株式会社本団呉服店」がマイカルとFC契約し、両社の出資による子会社「株式会社ホンダン」を設立して開店した。トキの英名でもある「アイビス」は当時、本団呉服店が展開していた衣料品店のブランド名である。
巻アイビスは前述のサティとほぼ同一の総合スーパー型店舗で、食料品と衣料品を主体とした店舗構成を採っていた。ホンダンは1997年（平成9年）、スーパー事業をマイカルに譲渡して解散したが、マイカルは店舗ブランドを「サティ」に変更せず、本団呉服店の了承を得た上で「アイビス」と2羽のトキを模したシンボルマーク及びロゴを継続使用し、2003年（平成15年）2月28日の店舗再編計画による閉店まで「巻アイビス」を店舗名称としていた。閉店後、店舗名称とマーク・ロゴはホンダン（本団呉服店から商号改称）に返還され、現在も同社が継続して使用している。また、巻アイビスの店舗跡はオーシャンシステムに譲渡され、食品スーパー「チャレンジャー巻店」となった。（「チャレンジャー巻店」は2022年に隣接地に新築の上移転し、アイビス時代からの建物は解体された。）

### グループ企業

#### 存続した企業
- ビブレ - チャレンジングマイカル改革プランにより、マイカルへ営業譲渡。
- 小樽ベイシティ開発 - 現在は独立しているが、マイカル北海道の後身であるイオン北海道が同社株主の一員となっている。
- マイカルナック商事
- マイカルエンジニアリング
- リマックス
- 音楽の森（ビブレクラブ、リゾナーレ小淵沢の経営）
- 布恋人（布恋人とロゼビエを展開していた）
- 天山食品工業 - チャレンジングマイカル改革プランにより事業を縮小された。
- マイカルカンテボーレ - マイカル本体の吸収と同じ2011年（平成23年）3月にイオンベーカリーシステムを吸収合併しイオンベーカリーに社名変更。
- イオンディライト - 旧・ジャパンメンテナンス。2006年（平成18年）5月にイオンからイオンテクノサービスの株主を取得して子会社化。同年9月に吸収合併しイオンディライトへ社名変更。イオンという名が付くがマイカル消滅までマイカルが筆頭株主であった。
- ワーナー・マイカル - 2013年（平成25年）2月にイオン株式会社の完全子会社となった後、同年7月にイオンシネマズを吸収合併しイオンエンターテイメントに社名変更。

#### マイカルに合併された企業
- 北大路都市開発
- マイカル高萩
- マイカル東関東
- マイカル安芸 - 広島県安芸郡海田町で海田サティを運営していた。
- マイカル総合開発
- 西部総合開発
- ハートリアルエステート
- マイカル協友
- ビブレ協友
- アメニティタンク
- コスモニー

#### 清算された企業
- マイカル東北 - 清算。横手サティのみマイカル本体へ譲渡、他のマイカル東北運営店舗はすべて閉鎖。当時からあった他の店舗は、破綻直前にマイカル本体が譲受した。
- マイカル国際流通センター - 清算。三井物産との合弁会社だったが、2007年（平成19年）11月15日に解散。同年11月30日に三井物産保有分の株式を譲受、2008年（平成20年）1月31日に賃貸人の地位をマイカルへ承継する手続きを経て、同年2月29日に清算結了。
- ユーイング - 清算。
- マイカル物産 - 清算。
- 丸章 - 清算。
- ライフデザインセンター - 清算。
- マイカルエージェンシー - 清算。
- マックロード ｰ チャレンジマイカル改革プランにより、マイカルへ営業譲渡後清算された。
- エーゼット商事 ｰ マイカルへ営業譲渡後、清算。
- マイカル北日本 ｰ マイカルへ営業譲渡後、清算。

#### グループ離脱した企業
- 岐東ファミリーデパート - 2001年（平成13年）にグループを離脱し、バローグループ入り。
- マイカル北海道 - ポスフールに商号変更して独立後、2007年（平成19年）8月にイオン株式会社の北海道の総合小売事業を継承し、イオン北海道に改称。
- マイカルフォトステーション - 2002年（平成14年）11月にジャスフォートの子会社となり、2004年（平成16年）3月に同社へ吸収合併。その後、ジャスフォートは富士写真フイルム傘下に移り、さらに、2007年（平成19年）3月にカメラのキタムラを運営する株式会社キタムラの傘下となった。そして、2009年（平成21年）1月に株式会社キタムラへ吸収合併された。
- マイカルツアーズ - 2003年（平成15年）5月に当時の人材派遣大手クリスタルへ株式譲渡し、クリスタル旅行に商号変更。さらに2007年（平成19年）10月に香港資本の旅行会社エキスプレス・トラベルへ事業を継承したが、同社は2008年（平成20年）11月に全店舗を閉鎖し経営破綻。
- ピープル - コナミ（現在のコナミホールディングス）へ株式譲渡後、（初代）コナミスポーツに商号変更。2006年（平成18年）3月にグループ会社を吸収合併してコナミスポーツ&ライフへ商号変更され、2019年（平成31年）3月に（2代目）コナミスポーツに再度商号変更される。
- マイカルカード - 三洋信販へ株式譲渡後、2005年（平成17年）12月にポケットカードに商号変更。現在、同社は三井住友銀行・伊藤忠商事・ファミリーマートそれぞれの持分法適用関連会社となっている（三洋信販は2010年(平成22年)10月にプロミス(現在のSMBCコンシューマーファイナンス)へ吸収合併され、2011年(平成23年)3月に相対取引によって筆頭株主がグループ会社の三井住友銀行に変更となっている）。
- エービーシー - テキスタイルレンタルへ株式譲渡後、2004年（平成16年）7月に同社へ吸収合併された。
- マイカルポロロッカ - マルエツへ株式譲渡後、2007年（平成19年）12月に同社へ吸収合併された。
- ビブロス - ゲオの子会社であるゲオグローバルへ株式譲渡後、ゲオエブリに商号変更。2010年（平成22年）10月に組織再編によりゲオへ吸収合併された。
- マイカルシステムズ - 富士ソフト（当時は富士ソフトABC）へ2002年（平成14年）に株式譲渡、ヴィンキュラムジャパンとなり、2005年（平成17年）12月にJASDAQ上場。2013年（平成25年）4月1日にはヴィクサス（元ダイエー系→富士ソフト）を吸収合併しヴィンクスとなる。
- エルメ - 株式公開買付けによりイビサへ株式譲渡。
- ダックビブレ - 2002年（平成14年）7月に減資によりグループを離れ、同年9月に（初代）さくら野百貨店となる。2004年（平成16年）に髙島屋傘下となった。また、2005年（平成17年）4月に組織再編により（初代）さくら野百貨店を（2代目）さくら野百貨店・さくら野DEPT仙台・さくら野東北に分割。2010年（平成22年）8月に（2代目）さくら野百貨店がエマルシェに、さくらや東北が（3代目）さくら野百貨店にそれぞれ商号変更されたが、エマルシェは2017年（平成29年）2月27日に自己破産により倒産となり、2019年（平成31年）4月26日をもって法人格が消滅した。（3代目）さくら野百貨店は2023年（令和5年）に店舗毎にグループ会社のさくら野八戸とさくら野弘前に運営を移管している。
- マイカルクリエイト - 2006年（平成18年）4月にイオンファンタジーへ株式譲渡され子会社化。同年8月に同社へ吸収合併された。
- オートマックセールス - 2006年（平成18年）4月にチェルトへ株式譲渡され子会社化。同年8月に同社へ吸収合併。さらに、チェルトは2010年（平成22年）9月にイオンディライトへ吸収合併された。
- マイカルイスト - 2006年（平成18年）8月にグルメドールへ吸収合併され、同社はイオンイーハートに改称。
- マイカル商品研究所 - 2006年（平成18年）4月に品質管理センターへ株式譲渡され子会社化。同年8月に同社へ吸収合併され、生活品質科学研究所に改称。
- マイカル九州 - 2007年（平成19年）8月にイオン九州へ吸収合併された。
- マイカル大連（大連国際商貿大厦） - 2001年に現地の大商グループに売却。
- マイカルサンイン ｰ マイカルサンインの前身である、株式会社菊屋へ2001年（平成13年）10月15日付で株式を譲渡。マイカル傘下からは離れるものの、マイカルグループとの極力関係は維持されたが、後に完全に離脱。

#### マイカルグループ入りしたが倒産後、元の社名に戻った企業
- マイカル福島 - 2001年（平成13年）11月にMBOにより同社社長へ株式譲渡。2003年（平成15年）3月にグループから離脱、商号を赤トリヰに戻し、1店舗のみで運営をしていた。2011年（平成23年）3月11日に発生した東日本大震災（東北地方太平洋沖地震）で被災し、地盤沈下など店舗に甚大な被害を受けながらも一時営業を再開したが、安全上の理由から2011年（平成23年）4月29日をもって閉店。解体後、2013年（平成25年）9月20日に大和リースの開発による複合商業施設「フレスポ」が開店した。一方、赤トリヰはこの閉店を機に大型小売店事業から撤退し、商号を吉田興産に変更した。その後衣料品専門の小型店「マイショップ赤トリヰ／メンズショップ赤トリヰ」を運営している。

## クレジットカード

### ポケットカード
ポケットカード（旧・マイカルカード）が、マイカルのハウスカードとして「マイカルカード」を発行していた。
マイカル倒産直前に消費者金融大手の三洋信販に買収された。なお三洋信販はプロミスへ合併後、SMBCコンシューマーファイナンスとなった。三井住友銀行・伊藤忠商事・ファミリーマートがそれぞれ株式を保有し、各社の持分法適用関連会社となっている。
マイカルカードでは、全国のサティとビブレにて特定日の割引特典が受けられたが、マイカルとは2005年（平成17年）12月31日、マイカル九州とは2006年（平成18年）4月30日をもって提携を解消し、マイカルカードは順次ポケットカードの「P-oneカード」へ切替となった。
マイカル北海道は、ポスフールとして独立後にイオンの傘下となったものの、マイカルやマイカル九州とは別のアプローチであったためにイオンクレジットサービスとは提携せず、引き続き「ポスフールカード」としてポケットカードとの提携を継続していたが、イオン北海道への社名変更を機に2008年（平成20年）2月29日を以って提携を終了することとなった。さくら野百貨店（旧・ダックビブレ、現在は髙島屋の傘下）・さくら野東北も、引き続き「さくら野カード」としてポケットカードとの提携を継続していたが、その後クレディセゾンとの提携カードに切り換えたため、新規の募集は取りやめている。

### プリップカード
マイカルカード会員に、ニチイ・サティ・ビブレの各店舗で発行されていたプリペイドカード。当時発行されていたポイントカードとの併用はできなかった。
券種は1万円・3万円・5万円・10万円の4種類で、各5%のプレミアが付いていた。ビブレの「パラダイスカード」会員は5,000円のプリップカードを購入することができた。
1998年（平成10年）途中から1万円カードの新規発券を中止、代わりに2万円カードが登場した。1999年（平成11年）10月にはすべてのカードが発券終了した。発券終了後も使用できたが、2004年（平成16年）に未使用残額分をマイカル商品券と交換する措置がされた。新規発券終了後に開店した店舗ではサービスコーナーでのみ使用できた。

## セール・催物

### セール
イオン・デー
- 毎月11日をイオン・デーとし「イオン 幸せの黄色いレシートキャンペーン」を行っている。これは店内に設置された地域のボランティア団体などのレシート投函ボックスに、11日に発行される黄色いレシートを投函することで、集まったレシートの合計金額の1%を対象団体に還元するという社会貢献活動である。

サティはなまる市
- 2008年（平成20年）4月の月初めから「サティはなまる市」が復活した。月初めの週末セールであるセールの日はプロモーションビデオが流れる。イメージソングは「月の初めの週末は・・はなまる市…（以下省略）」（イオン九州運営のサティは除く）。かつてのイメージキャラクターは安達祐実や佐藤藍子であった。
- 2011年（平成23年）6月から、イオンリテールが運営するイオン店舗で「はなまる市」の名称が復活した。

月のなかの市
- チラシには「お値ごろゴロゴロ月のなカバ」のキャッチフレーズに、イメージキャラクターのカバがチラシなどに登場する。

火曜得々市
- 毎週火曜日を「火曜得々市」として均一セール等が行われていた。セールの日に流れるイメージソングは「♪ウキウキうれしいサティの火曜日・わくわくいっぱい得々火曜日・笑顔見つけにサティに行きましょ・いいものそろう火曜日得々市……（以下省略）」
- WAON導入後は、WAONで3,000円以上購入すると、WAON得々ポイントとして100ポイントが付与された。
- イオンリテールへの統合後は、同社が展開する「火曜市」に統一された。

イオンお客さま感謝デー
- 毎月20日と30日（2月は月末）に、イオンカード各種（提携カードを除く）、イオンオーナーズカード、イオンシニアクラブカード、イオン銀行のイオンバンクカードのいずれかを店頭レジにて提示し、支払いを現金・イオンカード各種・WAON・イオン商品券・マイカル商品券・イオンギフトカードのいずれかで行った場合には、商品ごとに5%割引となる。
- 2007年（平成19年）2月までは、月末2日間（盛岡南サティと高崎サティについては20日と30日）に感謝デー（サティ・ビブレカード感謝デー）が行われていた。サティ・ビブレカードは2007年（平成19年）3月にイオンカードに統合された。
- 類似名称の「サティカード」は旧マイカル九州のカードであるが、こちらも2007年（平成19年）5月にイオンカードに統合され、以降は割引特典が受けられるようになった。

お客さまわくわくデー
毎月5日・15日・25日の5のつく日は、イオンカード各種での支払いでときめきポイントが200円につき1ポイントのところ2倍の2ポイント付与か、WAONでの支払いで200円につき1ポイントのところ2倍の2ポイント付与される「お客さまわくわくデー」がある。なお、毎月10日の「ときめきWポイント（2倍）デー」のみ以前と同様継続される。
ゆうゆうデー
毎月15日は、65歳以上のみ発行の「ゆうゆうWAONカード」での支払いで直営売場の商品が5%割引となる「ゆうゆうデー」がある。「ゆうゆうWAONカード」の発行開始に伴い、ジャスコ店舗などで募集していた「イオンシニアクラブカード」の新規会員の募集は終了している。

### プロ野球応援セール
ニチイからマイカルへの社名変更後に読売ジャイアンツと契約し、応援セールや優勝セールを開催していた。在阪の流通・小売業者は阪神タイガースなど関西の球団の優勝セールを開催することが多く、読売ジャイアンツの優勝セールを開催するのは珍しかった。経営破綻後、読売ジャイアンツに関するセールの権利はイトーヨーカ堂へ移行した。
ダックビブレの青森県の店舗では、前身企業の一つが青森ヤクルト販売の設立に関与した歴史的経緯から、ヤクルトスワローズの応援を行っていた。
またマイカル破綻直前の時期には、広島県内の店舗は地元の広島東洋カープを応援していた。
イオングループへの編入後は、地域に応じて応援する球団を変えている。

### 買物袋持参運動
サティ・ビブレにてレジ袋が不要の場合、1回の精算ごとに通常1個のスタンプが「買物袋持参スタンプカード」に押印される（一部店舗ではスタンプカードを終了している）。スタンプ20個でマイカルの場合は100円分のお買物券として利用できる。またカード数枚でエコバッグ交換や11日（イオン・デー）の黄色いレシートキャンペーン用（利用可能なカードに交換）として利用できる。ただし、下記においては、1回の精算ごとに2個のスタンプ（Wスタンプ）が押印される。
- 毎月5日（ノー・レジ袋の日）
- 毎月11日（イオン・デー）
- 毎月20日（イオンお客さま感謝デー）
- 毎月30日および毎年2月末（イオンお客さま感謝デー）
- 毎年4月1日から4月30日まで（マイカルレジ袋削減強化月間）
- 毎年6月1日から6月30日まで（環境月間）
- 毎年10月1日から10月31日まで（3R推進月間）

マイカルにおけるWスタンプは、2006年（平成18年）10月から開始された。なお、盛岡南サティ・高崎サティを除くマイカルのサティ・ビブレでは、2007年（平成19年）2月までは、イオンお客さま感謝デーではなく「サティ・ビブレカード感謝デー」（毎月月末2日間）であった。また、イオン・デーがWスタンプ実施日となったのは2007年（平成19年）3月からである。
- スタンプカードサービス終了店舗の対応状況（2009年（平成21年）5月末日終了・10月まで利用可能店舗の場合）
  - 今まで貯めたスタンプは全て（20個）の場合は通常通りの利用が可能。途中の場合はスタンプ1個につき5円分として値引きの利用が可能。
- スタンプカード終了後の対応はレジにて2円引きの対応となったになっている（店舗によっては未実施）[要出典]。

マイカルの「買物袋持参スタンプカード」は、他のイオングループのチェーンストア各社で押印してもらうことはできるが（一部店舗は除く）、100円のお買物券としては使えない。逆に、マイカルでも、他のイオングループのチェーンストア各社の「買物袋スタンプカード」に押印してもらうことはできるが、お買物券としては使うことができない（スタンプカード取扱い店舗であれば押印してもらうことはできるが、お買物券の使用は発行店のみ）。

### わんぱくメイト・キッズメイト
一部の店舗では「わんぱくメイト」の名称で、子供を対象とした企画があった。店舗の女性スタッフ数名が「お店のお姉さん」となり、隔週でゲーム大会などのイベントを開催することで家族連れの集客を図ったものである。入会金・年会費無料の会員証はスタンプカードを兼ねており、イベント参加ごとにスタンプを獲得できた。店舗によっては会員を対象に広報紙を発行したり、日帰りバスツアーやクリスマスパーティーなども開催し、集客に一定の効果を収めていた。後に「キッズメイト」と名称変更し、サティのブランド消滅まで続いた。
マスコットキャラクターは、わんぱくメイト時代は風船をモチーフにした「フーちゃん」と「フーくん」。キッズメイトになってからはモグラをイメージした男の子「モーリー」と女の子「マーリー」。この「モーリー」と「マーリー」は、マイカルがスポンサーとなった演劇のキャラクターとして登場したものである。これらのマスコットキャラクターは、着ぐるみとして各店舗のイベントに登場することもあった。

## CM
ニチイ時代のテレビCMでは「あなたといっしょに、ニチイ。」のサウンドロゴが流されていた。

### 出演者
ニチイ
- 坂本九&柏木由紀子（1980年、「ニチイのお中元」ほか）
- ソフィー・マルソー（1985年）
- 相本久美子

サティ
- 鉄腕アトム（2000年）
- 佐藤藍子（1997年 - 2000年）
- 安達祐実（1994年 - 1997年）

## その他
- ドリモグだァ!!（日本テレビ） - スポンサー番組。主題歌も当時傘下だったマイカルハミングバードから発売されていた。
- FNNニュースレポート23:00（23:30）（フジテレビ） - スポンサー番組。テレコBで提供。1980年代中盤。
- 浦沢直樹原作の漫画『YAWARA!』 - 1989年（平成元年）にマイカル子会社により実写映画化された。主演は浅香唯。当時社長だった小林敏峯が製作総指揮を執った。
- スキージャンプ選手の葛西紀明は、かつてマイカルスキー部に所属していた。
- ニチイ（初代ロゴ）時代に「ニチイチェーン よいこシリーズ」の名称でプラレールセット（D51きゅうこうれっしゃセットなど）を販売していた。